# Tsurugi-jinja
Le sanctuaire Tsurugi (劔神社) est un sanctuaire shinto situé à Ota, préfecture de Fukui, au Japon,. Il est classé comme un sanctuaire Beppyo, c'est-à-dire un sanctuaire qui se distingue de manière particulière par une histoire significative. C'est un Ninomiya, ou un sanctuaire de deuxième rang dans sa province après l'Ichinomiya.

## Histoire

### Établissement
Selon la tradition du sanctuaire, l'épée sacrée qui sert de divinité a été créée par le prince impérial Prince Inishikiirihiko (ja) fils de l'empereur Suinin, qui l'a donné à Oonamuchi-no-Mikoto sous le règne de l'impératrrice Jingū. Oonamuchi-no-Mikoto a ensuite réussi à maîtriser les bandits dans la province de Koshi (pays d'Echizen). Plus tard, l'esprit de Susanoo-no-Mikoto, initialement enchâssé à Ibegori sur le mont Ibuki, a été déplacé vers l'emplacement actuel par le ministre Ibe, et l'épée sacrée a été consacrée comme symbole de l'esprit. Oonamuchi-no-Mikoto est également vénéré comme Oyagami pour sa contribution au développement du territoire, aux côtés de son père, l'empereur Naka no Ōe (Kehi-no-Kami).

### Histoire générale
Une ancienne cloche de temple (un trésor national) en possession du sanctuaire porte l'inscription « Cloche du temple Tsurugi Mikoji, Jingokyoen 4e année, 9e mois, 11e jour », révélant qu'un jinguji (un type de temple bouddhiste associé à un sanctuaire shinto) avait déjà existait vers 770 (la quatrième année de l'ère Jingokyoen) pendant la période Nara .
Dans l'histoire nationale, le sanctuaire aurait reçu 20 ménages et 2 cho (unités de superficie) de terre avec le rang de Junior Quatrième Rang, Niveau Inférieur et Sixième Mérite en 771 (la deuxième année de l'ère Houki). De plus, en 859 (la troisième année de l'ère Ten'an), le rang divin du sanctuaire fut élevé du quatrième rang junior, grade supérieur, sixième mérite au quatrième rang senior, grade inférieur, sixième mérite.
Le « Shinsen Shoukafu », daté de la première année de l'ère Daido (806), mentionne que 30 foyers du pays d'Echizen furent attribués à « Tsurugi Mikoshi » à cette époque, dont 10 foyers furent assignés au cours de la première année du Tenpyo-Jingo. (765) et les 20 restants au cours de la troisième année de l'ère Houki (772).
Dans l' Engishiki, compilé en 927, le sanctuaire est répertorié dans le district de Tsuruga du pays d'Echizen comme « sanctuaire Tsurugi », marquant son statut de Shikinaisha (bien que certains théorisent qu'il pourrait également faire référence à un autre sanctuaire Tsurugi à Aonono, ville de Tsuruga).
Tout au long de la période médiévale, le sanctuaire fut vénéré et protégé par les seigneurs successifs de la région, notamment les clans Shibata, Asakura et Oda. Notamment, Oda Nobunaga descendrait des prêtres du sanctuaire et le vénérait comme la divinité tutélaire du clan. Des lettres de Shibata Katsuie indiquent également l'importance du sanctuaire. Le clan Oda d'Owari était originaire d'Oda à Echizen et a pris son nom de famille lorsqu'ils ont déménagé à Owari en tant que gardiens du clan Shibata, ce qui signifie un lien profond avec le sanctuaire. Durant la période Edo, le sanctuaire était vénéré à la fois par les domaines de Fukui et d'Ono et, à la fin de cette période, il était devenu un lieu de prière pour la famille impériale Fushimi. Il a été désigné Kokuhei Shosha en 1928 et est devenu un sanctuaire Beppyo de l' Association des sanctuaires shinto après la Seconde Guerre mondiale.

## Galerie

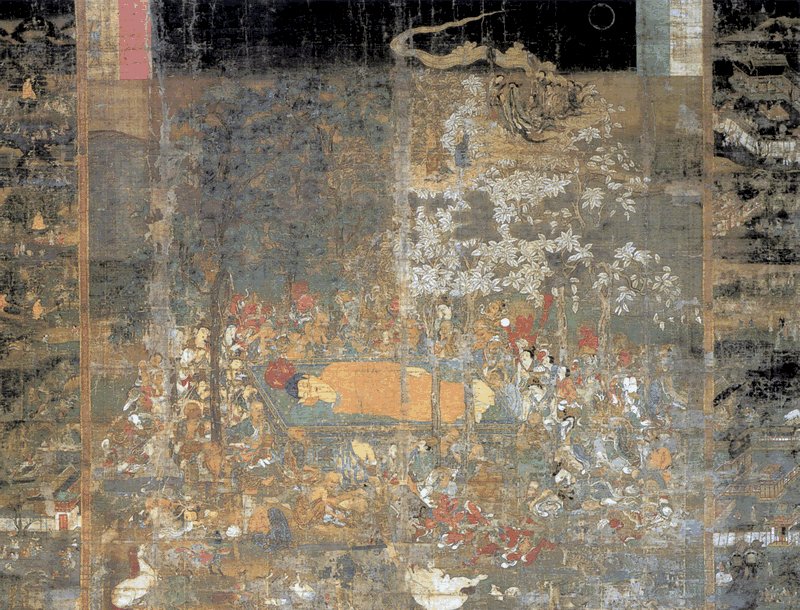
Nirvana en huit phases
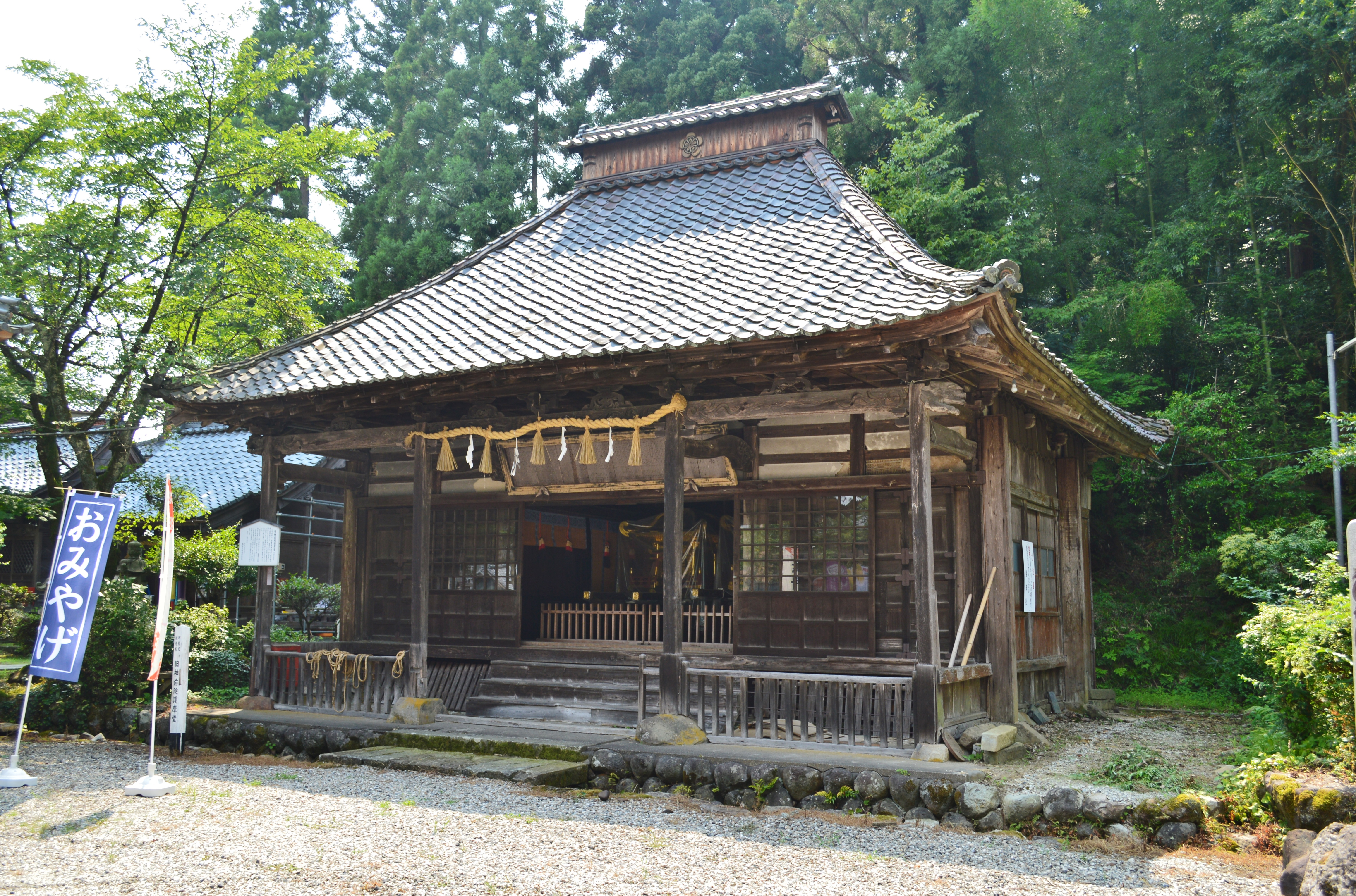
Gomadou (Salle des Rituels du Feu)
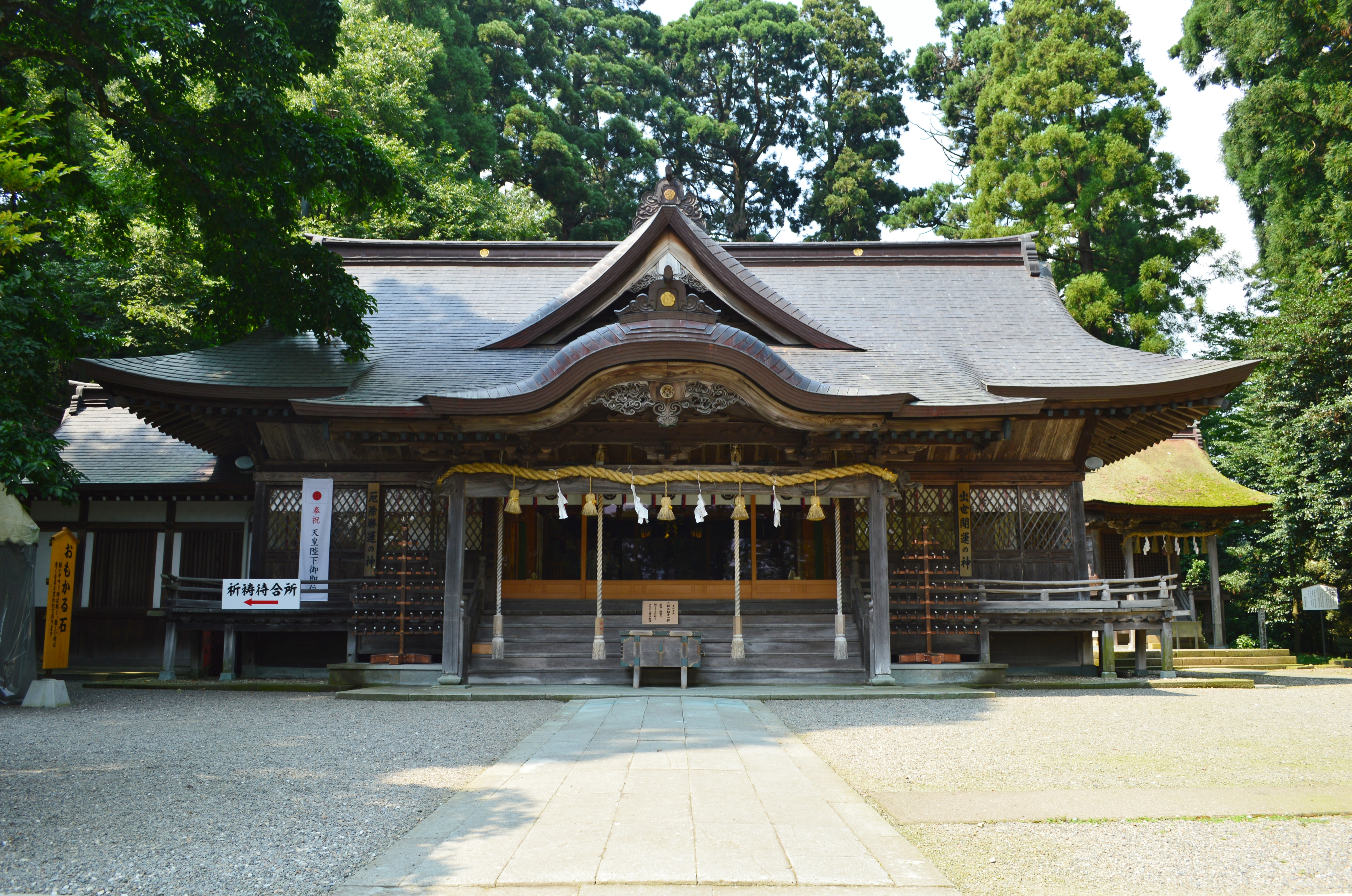
Haiden gros plan (salle de culte)
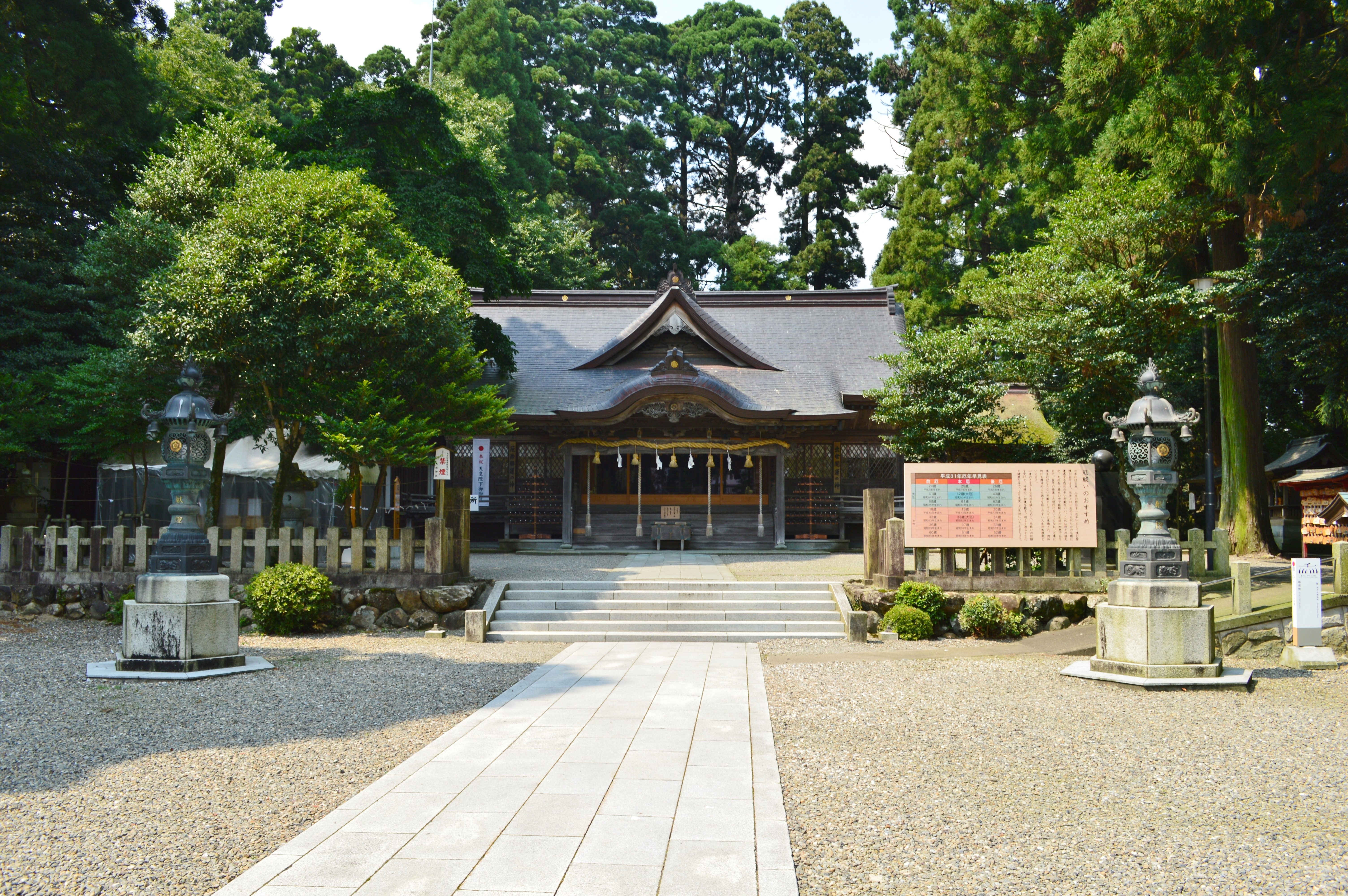
Haiden de loin (salle de culte)
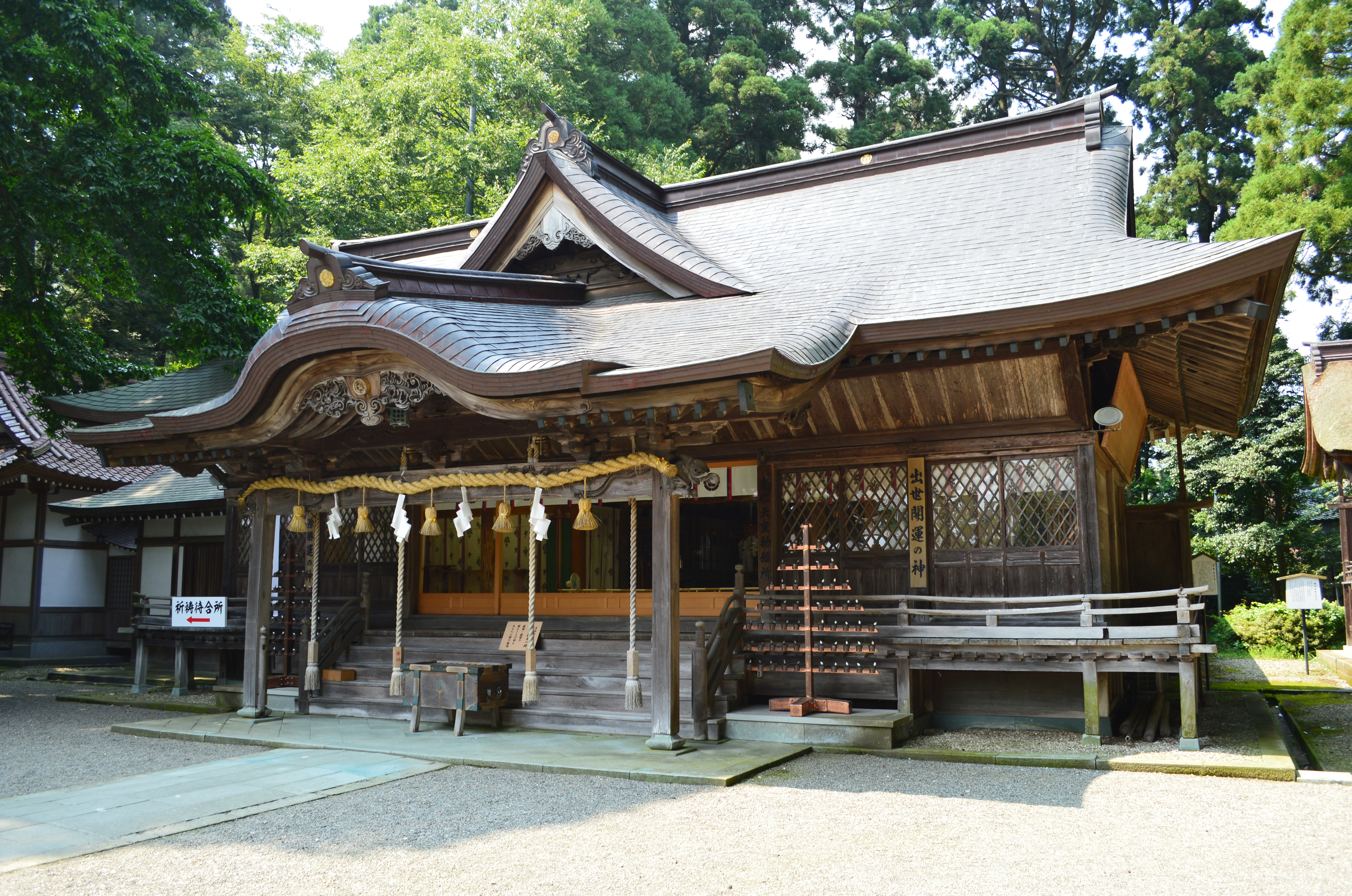
Haiden sous un angle (salle de culte)
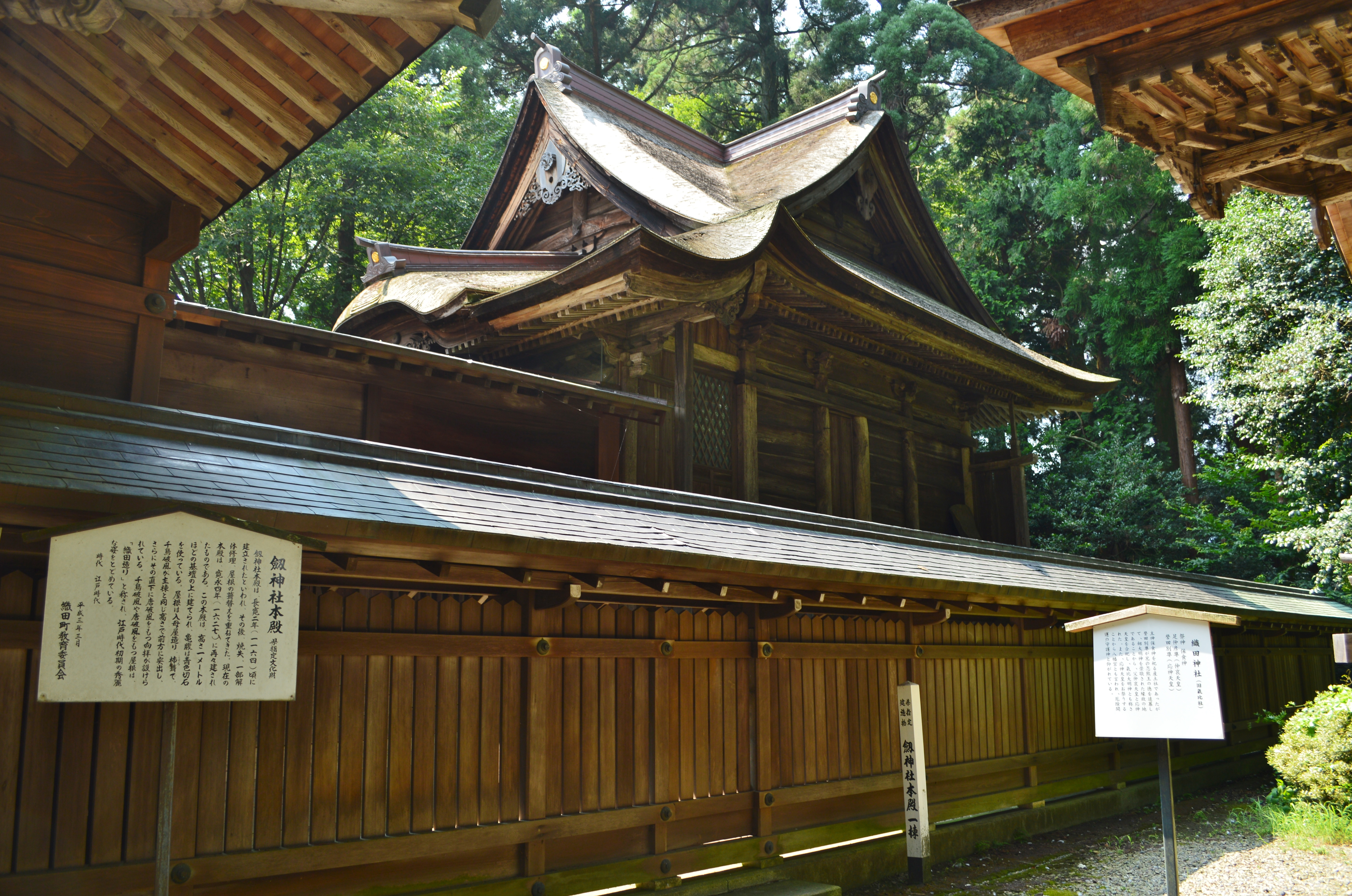
Honden (principal du sanctuaire)
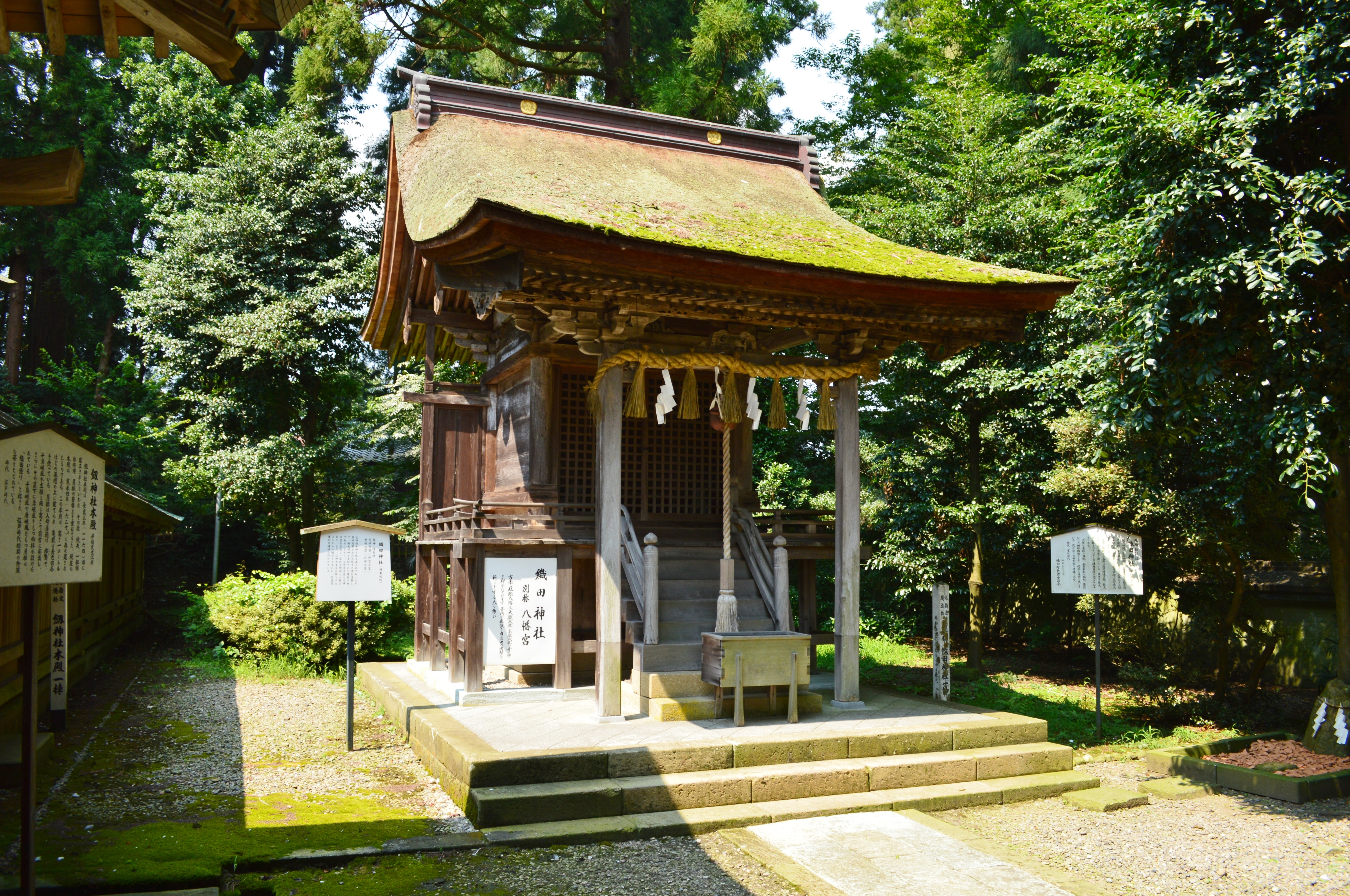
Ota-jinja
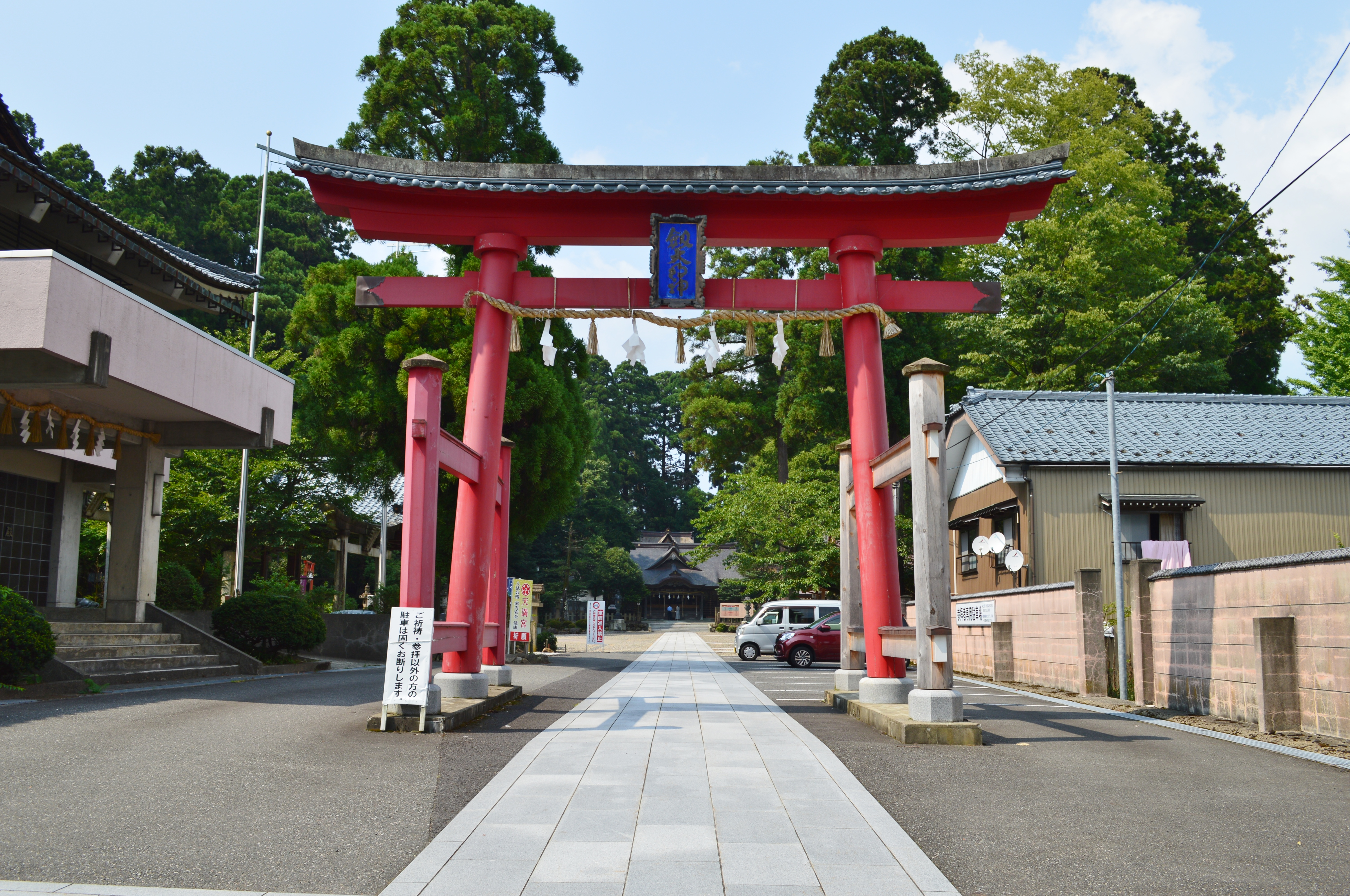
Otorii (porte du grand sanctuaire)
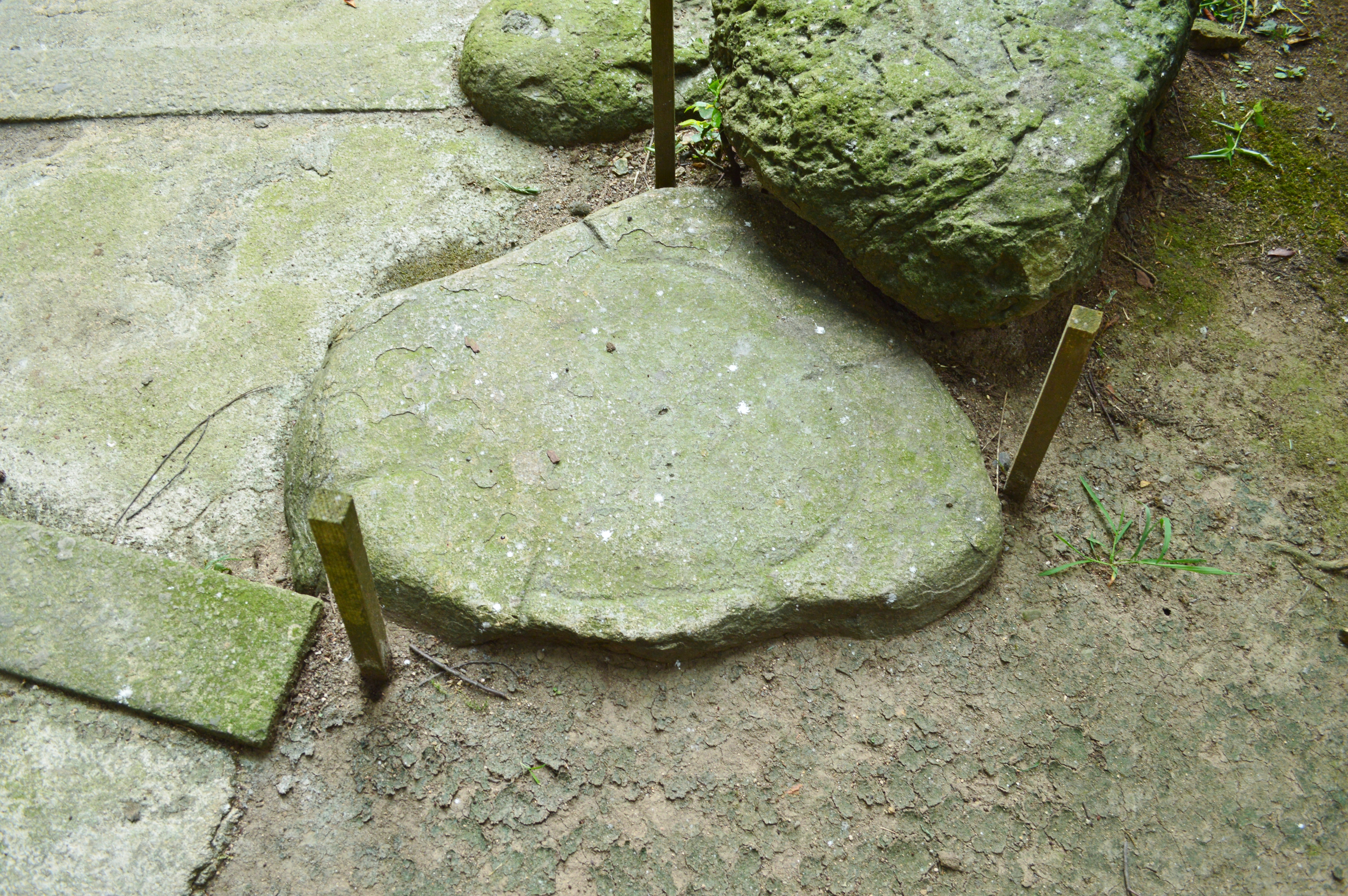
Première pierre 1
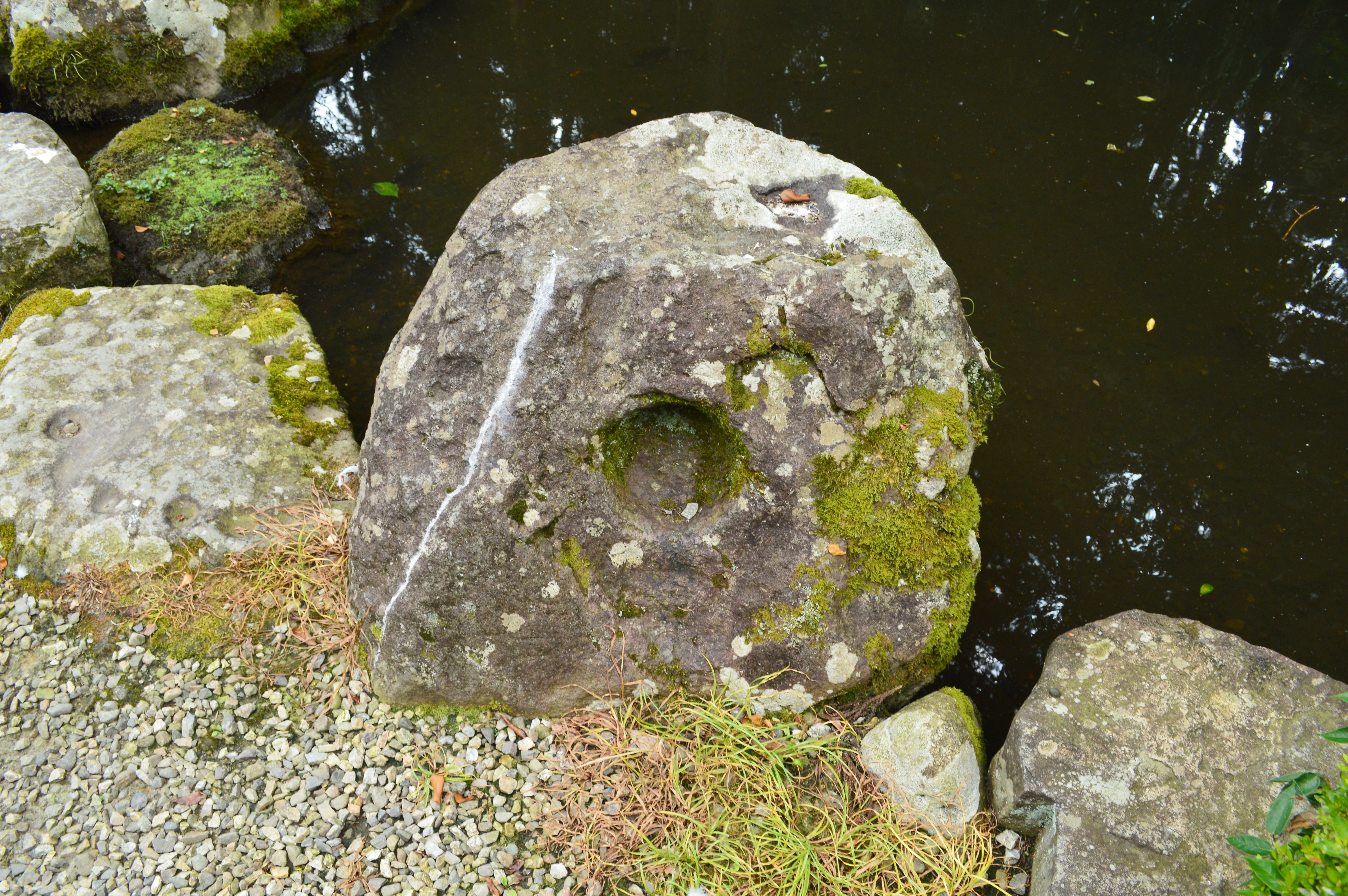
Première pierre 2
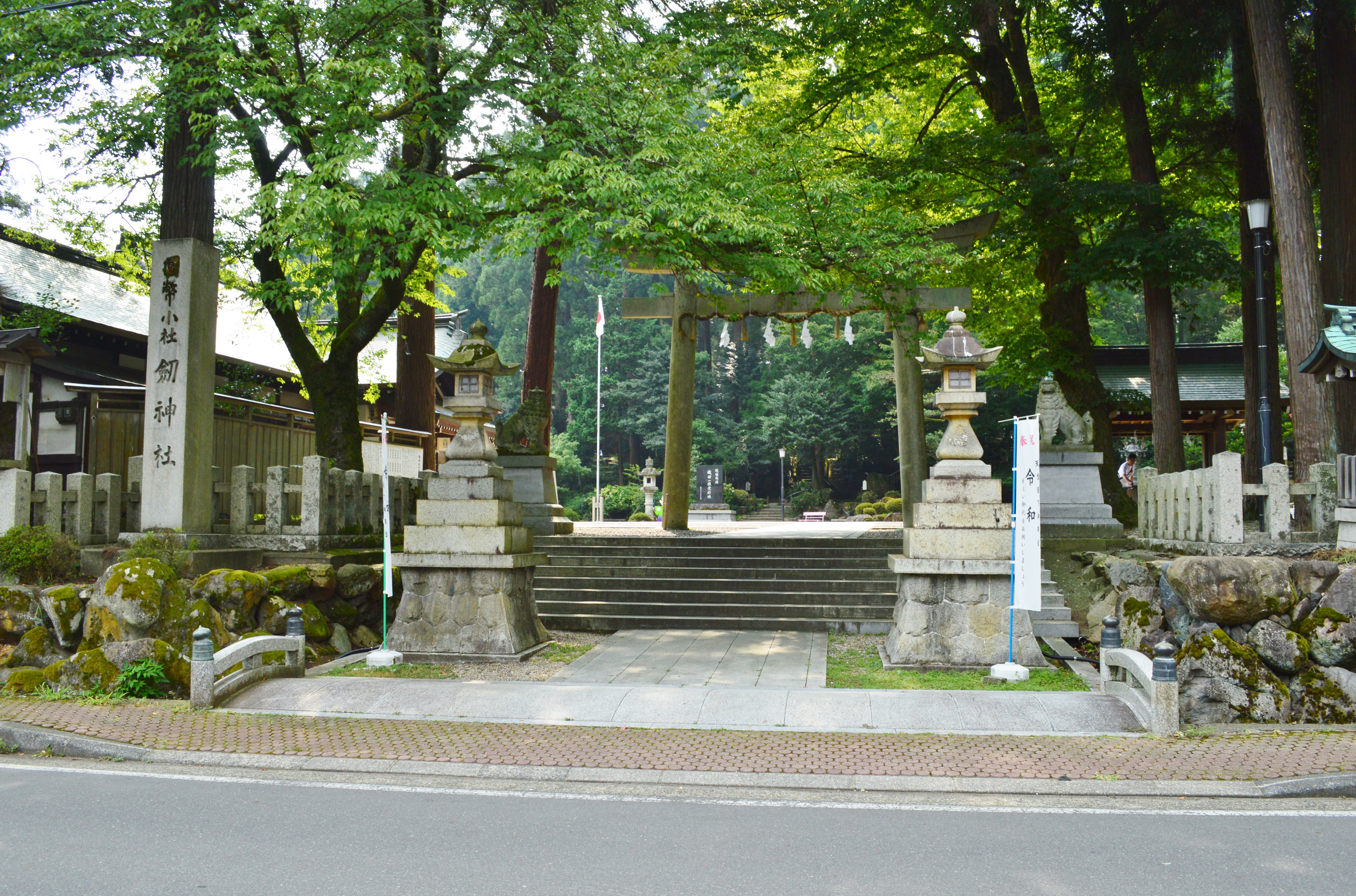
Torii (porte du sanctuaire)
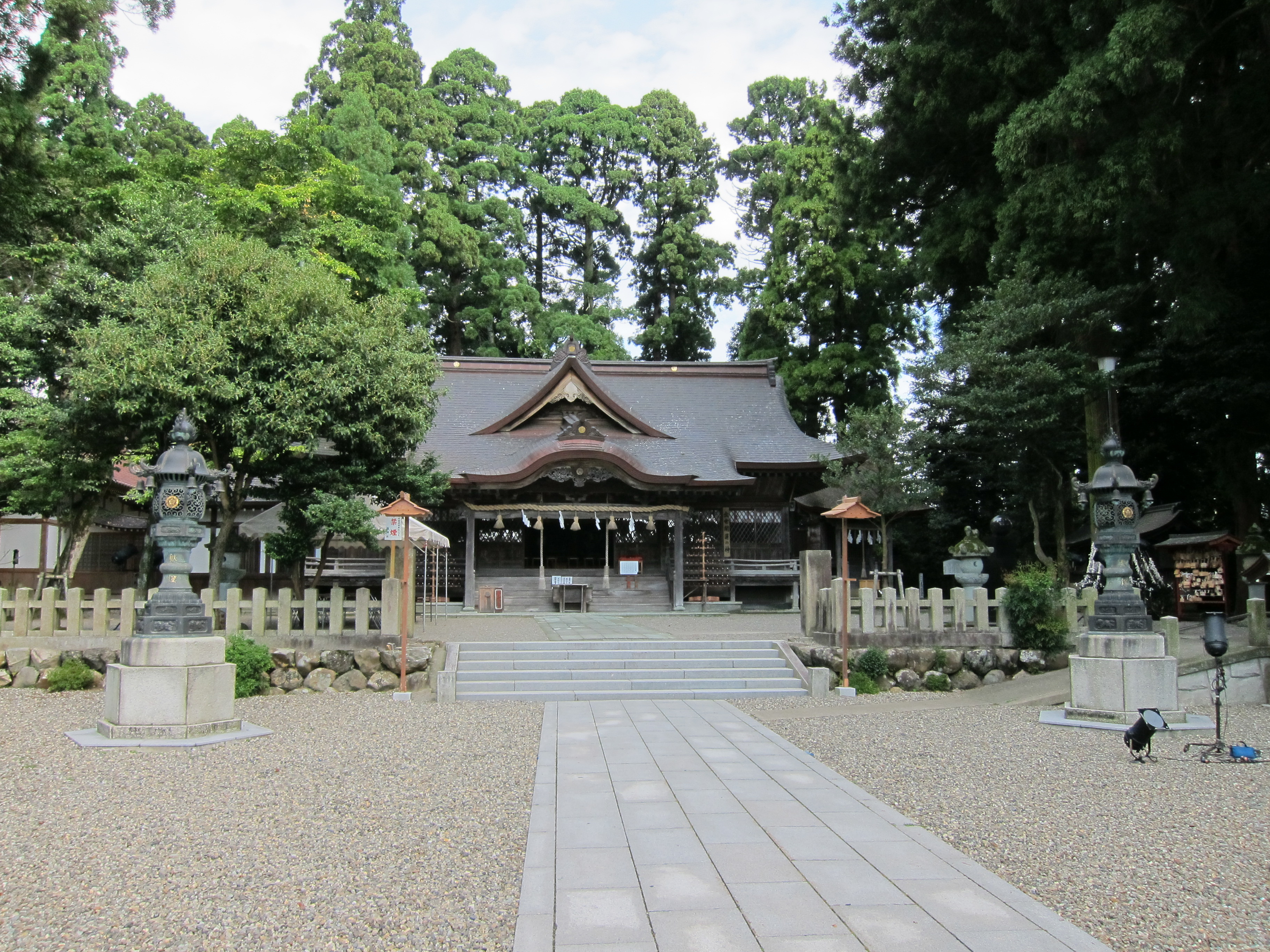
Une vue de Tsurugi-jinja
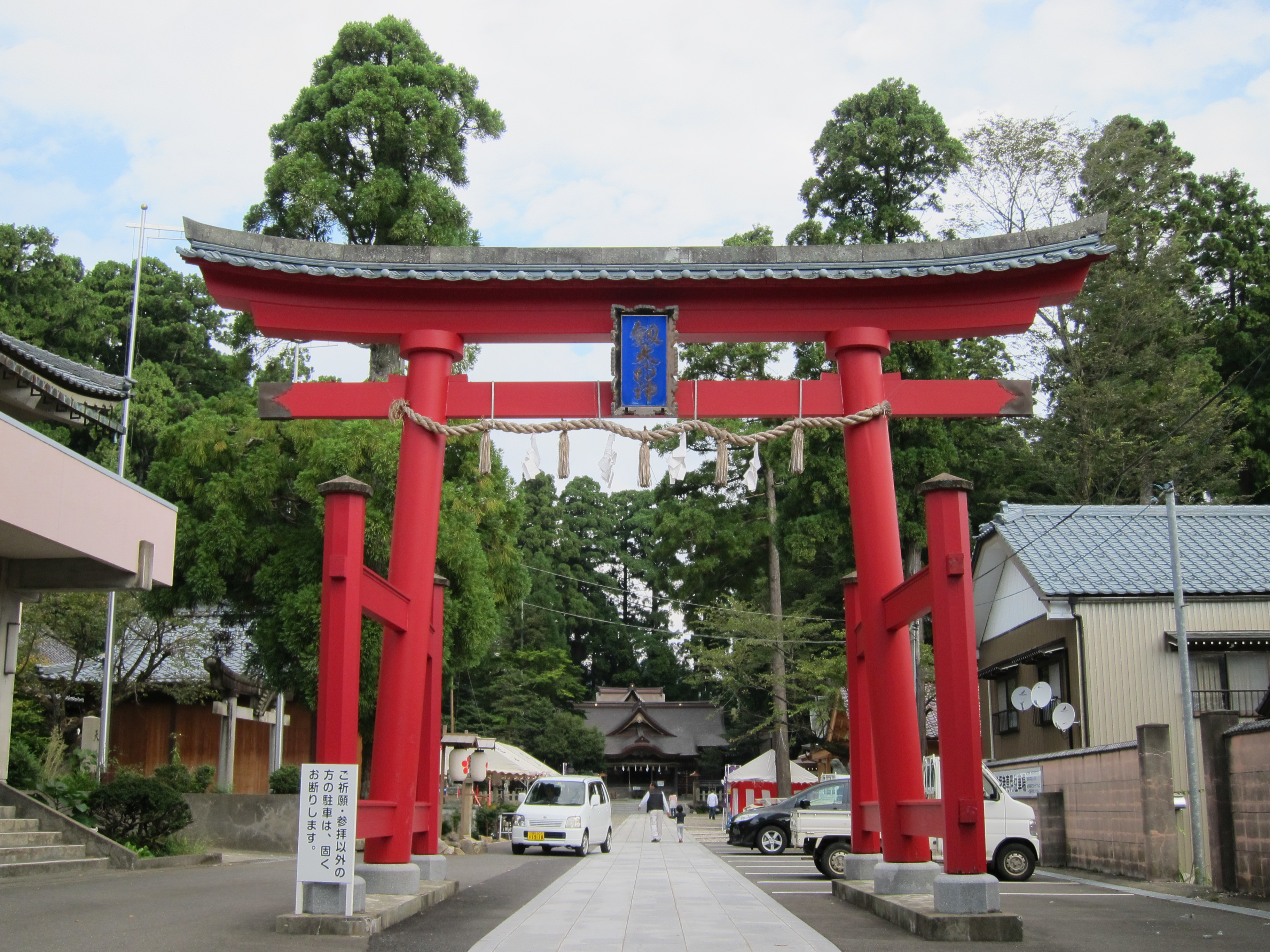
Une autre vue de Tsurugi-jinja
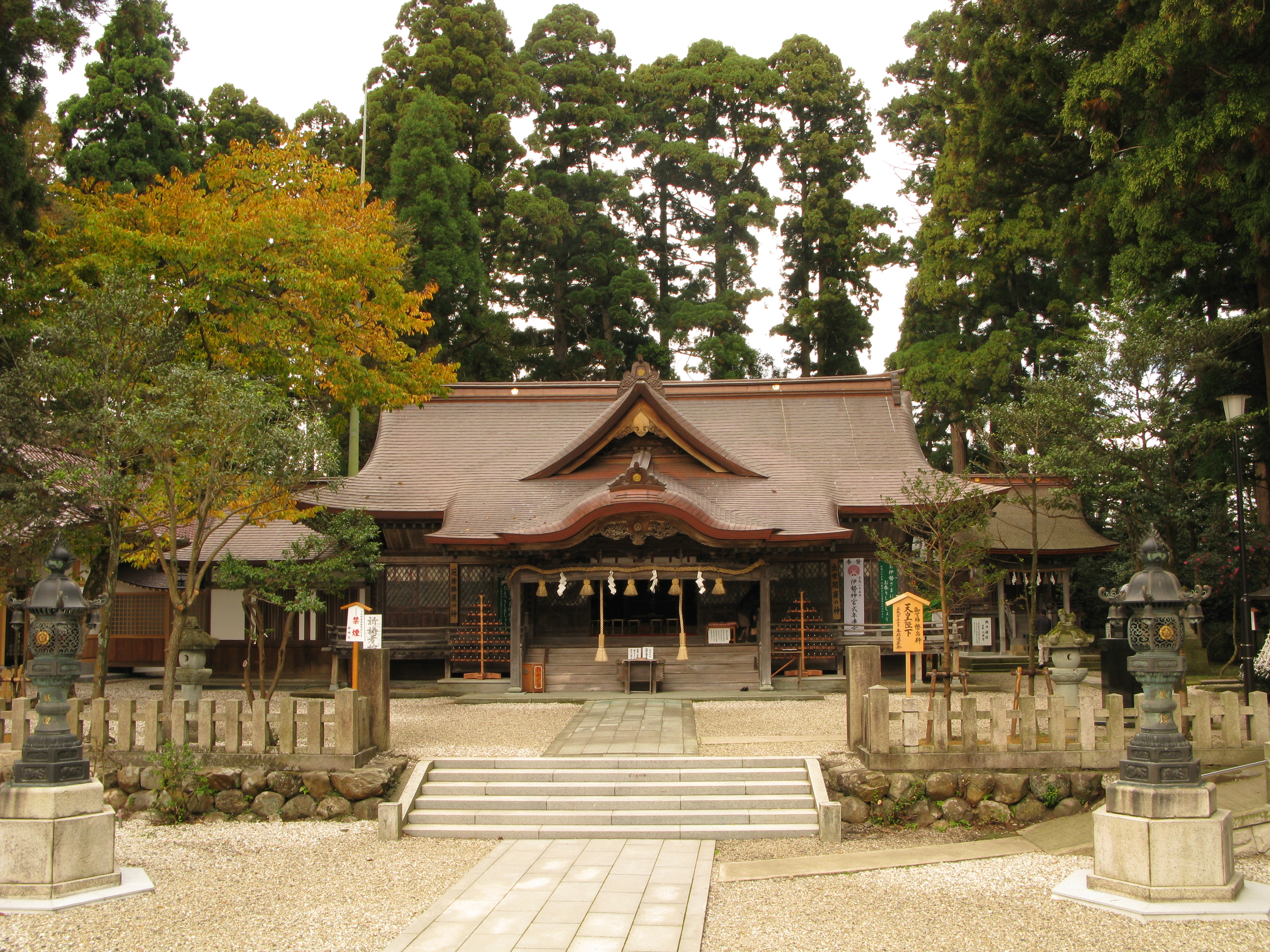
Haiden (salle de culte)